# Atletica leggera ai Giochi della XXXI Olimpiade - Salto in alto femminile

Le immagini salienti della Finale

Il salto in alto ha fatto parte del programma femminile di atletica leggera ai Giochi della XXXI Olimpiade. La competizione si è svolta nei giorni 18 e 20 agosto allo Stadio Nilton Santos di Rio de Janeiro.

## Presenze ed assenze delle campionesse in carica
Per i campionati europei si considera l'edizione del 2014.
| Competizione             | Atleta            | Prestazione | Rio 2016     |
| ------------------------ | ----------------- | ----------- | ------------ |
| Olimpiadi 2012           | Anna Čičerova     | 2,05 m      | Squalificata |
| Commonwealth 2014        | Eleanor Patterson | 1,94 m      | Presente     |
| Europei 2014             | Ruth Beitia       | 2,01 m      | Presente     |
| Asiatici 2014            | Svetlana Radzivil | 1,94 m      | Presente     |
| Panamericani 2015        | Levern Spencer    | 1,94 m      | Presente     |
| Mondiali 2015            | Marija Lasickene  | 2,01 m      | [ E 1 ]      |
|                          |                   |             |              |
| Olimpiadi giovanili 2010 | Marija Lasickene  | 1,89 m      | [ E 2 ]      |
| Mondiali junior 2012     | Alessia Trost     | 1,91 m      | Presente     |

1. ↑  La Federatletica russa fu sospesa dalla Federazione mondiale per il noto caso doping.
2. ↑  La Federatletica russa fu sospesa dalla Federazione mondiale per il noto caso doping.

## La gara
Le atlete russe sono escluse dalla competizione in virtù della squalifica della Federazione di atletica nazionale.

In qualificazione ben 17 atlete saltano la misura richiesta di 1,94 metri: è un record.

In finale Blanka Vlašić, una delle favorite, sbaglia la misura d'entrata, 1,88 metri. Entra in lei un po' di nervosismo. Anche alla seconda prova, 1,93 valica l'asticella al secondo tentativo.

La misura decisiva della gara è 1,97. Ruth Beitia e la bulgara Mirela Demireva esultano al primo tentativo. La Vlasic ce la fa al secondo (ormai è una costante) e la statunitense Chaunté Lowe passa al terzo. Altre otto atlete vengono eliminate.

Si passa a due metri. Sono rimaste in quattro: Beitia, Demireva, Vlasic e Lowe. Sbagliano tutte. 

Si stila dunque la classifica finale. Beitia e Demireva hanno valicato la misura precedente entrambe al primo tentativo. L'oro va alla spagnola perché la Demireva ha commesso un errore a 1,88, la misura d'entrata. La Vlasic ottiene il bronzo perché ha superato 1,97 al secondo tentativo. La Lowe è quarta: rimane fuori dalle medaglie.
All'età di 37 anni, Ruth Beitia è la vincitrice più matura del salto in alto femminile in competizioni mondiali.

## Risultati

### Turno eliminatorio
Giovedì 18 agosto 2016, ore 10:00.
Qualificazione1,94 m (Q) o le migliori 12 atlete (q)
| Pos | Gruppo | Atleta                     | Nazione           | Salti | Salti | Salti | Salti | Salti | Uscita | Note                                     |
| Pos | Gruppo | Atleta                     | Nazione           | 1,80  | 1,85  | 1,89  | 1,92  | 1,94  | Uscita | Note                                     |
| --- | ------ | -------------------------- | ----------------- | ----- | ----- | ----- | ----- | ----- | ------ | ---------------------------------------- |
| 1   | A      | Chaunté Lowe               | Stati Uniti       | O     | O     | O     | O     | O     | 1,94   | Q                                        |
| 1   | A      | Levern Spencer             | Saint Lucia       | O     | O     | O     | O     | O     | 1,94   | Q                                        |
| 1   | B      | Ruth Beitia                | Spagna            | –     | O     | O     | O     | O     | 1,94   | Q                                        |
| 1   | B      | Inika McPherson            | Stati Uniti       | –     | O     | –     | O     | O     | 1,94   | Q                                        |
| 1   | B      | Blanka Vlašić              | Croazia           | –     | O     | O     | O     | O     | 1,94   | Q                                        |
| 1   | B      | Svetlana Radzivil          | Uzbekistan        | O     | O     | O     | O     | O     | 1,94   | Q                                        |
| 7   | B      | Sofie Skoog                | Svezia            | O     | O     | XO    | O     | O     | 1,94   | Q                                        |
| 7   | B      | Alessia Trost              | Italia            | O     | O     | XO    | O     | O     | 1,94   | Q                                        |
| 9   | A      | Mirela Demireva            | Bulgaria          | O     | O     | O     | XXO   | O     | 1,94   | Q                                        |
| 9   | B      | Kamila Lićwinko            | Polonia           | –     | O     | XO    | XO    | O     | 1,94   | Q                                        |
| 11  | B      | Airinė Palšytė             | Lituania          | O     | O     | O     | XO    | XO    | 1,94   | Q                                        |
| 12  | B      | Marie-Laurence Jungfleisch | Germania          | O     | O     | O     | XXO   | XO    | 1,94   | Q                                        |
| 13  | A      | Iryna Gerashchenko         | Ucraina           | O     | O     | O     | O     | XXO   | 1,94   | Q                                        |
| 14  | B      | Alyxandria Treasure        | Canada            | O     | O     | O     | XO    | XXO   | 1,94   | Q                                        |
| 15  | A      | Vashti Cunningham          | Stati Uniti       | –     | O     | XO    | XO    | XXO   | 1,94   | Q                                        |
| 15  | A      | Morgan Lake                | Gran Bretagna     | O     | O     | O     | XXO   | XXO   | 1,94   | Q                                        |
| 15  | A      | Desirée Rossit             | Italia            | O     | O     | XXO   | O     | XXO   | 1,94   | Q                                        |
| 18  | A      | Michaela Hrubá             | Rep. Ceca         | O     | O     | O     | O     | XXX   | 1,92   |                                          |
| 19  | A      | Yuliya Levchenko           | Ucraina           | O     | O     | XO    | O     | XXX   | 1,92   |                                          |
| 20  | A      | Nadiya Dusanova            | Uzbekistan        | O     | O     | XO    | XO    | XXX   | 1,92   |                                          |
| 21  | A      | Maruša Černjul             | Slovenia          | O     | O     | O     | XXO   | XXX   | 1,92   |                                          |
| 22  | A      | Eleanor Patterson          | Australia         | –     | O     | O     | XXX   |       | 1,89   |                                          |
| 22  | A      | Ana Šimić                  | Croazia           | –     | O     | O     | XXX   |       | 1,89   |                                          |
| 22  | B      | Oksana Okuneva             | Ucraina           | O     | O     | O     | XXX   |       | 1,89   |                                          |
| 25  | B      | Jeanelle Scheper           | Saint Lucia       | XO    | O     | O     | XXX   |       | 1,89   |                                          |
| 26  | B      | Linda Sandblom             | Finlandia         | O     | XO    | XO    | XXX   |       | 1,89   |                                          |
| 27  | A      | Doreen Amata               | Nigeria           | O     | XXO   | XO    | XXX   |       | 1,89   |                                          |
| 28  | A      | Priscilla Frederick        | Antigua e Barbuda | O     | XXO   | XXO   | XXX   |       | 1,89   |                                          |
| 29  | A      | Erika Kinsey               | Svezia            | O     | O     | XXX   |       |       | 1,85   |                                          |
| 29  | B      | Lissa Labiche              | Seychelles        | O     | O     | XXX   |       |       | 1,85   |                                          |
| 31  | A      | Akela Jones                | Barbados          | O     | XO    | XXX   |       |       | 1,85   |                                          |
| 32  | A      | Valentina Liashenko        | Georgia           | XO    | XXX   |       |       |       | 1,80   |                                          |
| 32  | A      | Leontia Kallenou           | Cipro             | XO    | XXX   |       |       |       | 1,80   | Miglior prestazione personale stagionale |
| 32  | B      | Tonje Angelsen             | Norvegia          | XO    | XXX   |       |       |       | 1,80   |                                          |
| 32  | B      | Barbara Szabó              | Ungheria          | XO    | XXX   |       |       |       | 1,80   |                                          |
| –   | B      | Nafissatou Thiam           | Belgio            |       |       |       |       |       | NP     |                                          |

### Finale
| Record mondiale      | Stefka Kostadinova | 2,09 m | Roma   | 30 agosto 1987 |
| Record olimpico      | Elena Slesarenko   | 2,06 m | Atene  | 28 agosto 2004 |
| Capolista stagionale | Chaunté Lowe       | 2,01 m | Eugene | 3 luglio 2016  |

Sabato 20 agosto 2016, ore 20:30. Alla finale partecipano ben 17 atlete: tutte hanno saltato la misura prefissata di 1,94 metri.
| Pos.    | Atleta                     | Età | Nazione       | Salti | Salti | Salti | Salti | Misura |
| Pos.    | Atleta                     | Età | Nazione       | 1,88  | 1,93  | 1,97  | 2,00  | Misura |
| ------- | -------------------------- | --- | ------------- | ----- | ----- | ----- | ----- | ------ |
| Oro     | Ruth Beitia                | 37  | Spagna        | O     | O     | O     | XXX   | 1,97   |
| Argento | Mirela Demireva            | 27  | Bulgaria      | XO    | O     | O     | XXX   | 1,97   |
| Bronzo  | Blanka Vlašić              | 33  | Croazia       | XO    | XO    | XO    | XXX   | 1,97   |
| 4       | Chaunté Lowe               | 32  | Stati Uniti   | O     | O     | XXO   | XXX   | 1,97   |
| 5       | Alessia Trost              | 23  | Italia        | O     | O     | XXX   |       | 1,93   |
| 6       | Levern Spencer             | 32  | Saint Lucia   | XO    | O     | XXX   |       | 1,93   |
| 7       | Sofie Skoog                | 26  | Svezia        | O     | XO    | XXX   |       | 1,93   |
| 7       | Marie-Laurence Jungfleisch | 26  | Germania      | O     | XO    | XXX   |       | 1,93   |
| 9       | Kamila Lićwinko            | 30  | Polonia       | XO    | XO    | XXX   |       | 1,93   |
| 10      | Iryna Heraščenko           | 21  | Ucraina       | O     | XXO   | XXX   |       | 1,93   |
| 10      | Morgan Lake                | 19  | Gran Bretagna | O     | XXO   | XXX   |       | 1,93   |
| 10      | Inika McPherson            | 30  | Stati Uniti   | O     | XXO   | XXX   |       | 1,93   |
| 13      | Airinė Palšytė             | 24  | Lituania      | O     | XXX   |       |       | 1,88   |
| 13      | Svetlana Radzivil          | 29  | Uzbekistan    | O     | XXX   |       |       | 1,88   |
| 13      | Vashti Cunningham          | 18  | Stati Uniti   | O     | XXX   |       |       | 1,88   |
| 16      | Desirée Rossit             | 22  | Italia        | XO    | XXX   |       |       | 1,88   |
| 17      | Alyxandria Treasure        | 24  | Canada        | XXO   | XXX   |       |       | 1,88   |